# Kirche Hl. Johannes der Täufer (Veliki Jasenovac)
Die Kirche Hl. Johannes der Täufer (serbisch: Црква Светог Јована Крститеља/Crkva Svetog Jovana Krstitelja) in Veliki Jasenovac, einem Dorf in der Opština Zaječar, ist eine Serbisch-orthodoxe Kirche in Ostserbien. Die dem Heiligen Johannes dem Täufer geweihte Kirche gehört zum Dekanat Zaječar, der Eparchie Timok der Serbisch-orthodoxen Kirche.

## Lage
Die Kirche steht in der Nähe des Dorfzentrums. Das Dorf Veliki Jasenovac liegt 27 km nordöstlich, von der Gemeindehauptstadt Zaječar entfernt.

## Geschichte
Vor dem Bau der Kirche stand an der Stelle des heutigen Kirchturms eine hölzerne Christi-Himmelfahrts-Kapelle. Die Kirche wurde von 1919 bis 1930 erbaut und 1930 vom damaligen Eparchen Emilijan (Piperković) eingeweiht.

## Architektur
Das einschiffige Kirchengebäude ist 15 m lang und 7 m breit und aus festem Material erbaut worden. Die Kirche besitzt ein ziegelgedecktes Satteldach, eine Apsis im Osten sowie einen freistehenden Kirchturm.
Die geschnitzte Ikonostase wurde größtenteils in ein dominantes Hellblau gestrichen und zu kleinerem Anteil in Weiß. Der Schöpfer der Ikonostase und der zahlreichen Ikonen ist unbekannt. Die Kirche ist teilweise mit byzantinischen Fresken bemalt.